# Nakanoto
Nakanoto (jap. 中能登町 Nakanoto-machi) – miasto w Japonii, na wyspie Honsiu, w prefekturze Ishikawa. Według danych na rok 2020 miejscowość zamieszkiwało 16 540 mieszkańców , a gęstość zaludnienia wyniosła 184,9 os./km².